# Pantoporia sandaka
Pantoporia sandaka is een vlinder uit de onderfamilie Limenitidinae van de familie Nymphalidae. De wetenschappelijke naam van de soort is voor het eerst geldig gepubliceerd in 1892 door Arthur Gardiner Butler.